# Clásico Venezuela
El Clásico Venezuela es una carrera clásica para yeguas velocistas que se disputa en el Hipódromo Argentino de Palermo, sobre 1000 metros de pista de arena y convoca exclusivamente a hembras de 3 años y más edad, a peso por edad. Está catalogado como un certamen de Grupo 2 en la escala internacional.
Se disputa regularmente en el segundo semestre del calendario hípico, en noviembre o diciembre.

## Últimas ganadoras del Venezuela
| Año  | Ganador         | País | Jockey                  | País | Padre            | País | Madre          | País | Criador                         | Caballeriza           | Colores            |
| ---- | --------------- | ---- | ----------------------- | ---- | ---------------- | ---- | -------------- | ---- | ------------------------------- | --------------------- | ------------------ |
| 2019 | Genovesa Key    |      | Altair Domingos         |      | Key Deputy       |      | La Toscana Key |      | Haras El Alfalfar               | El Alfalfar           | Horse racing silks |
| 2018 | Queen Liz       |      | José Aparecido Da Silva |      | Lizard Island    |      | Queen Passion  |      | Haras La Pasión                 | Rubio B               | Horse racing silks |
| 2017 | Holly Woman     |      | Wilson Rosario Moreyra  |      | Tawqeet          |      | Holly Filly    |      | Haras San Ignacio de Loyola     | Famago                | Horse racing silks |
| 2016 | La Birkin       |      | Sergio Piliero          |      | Indygo Shiner    |      | La Margot      |      | Haras La Quebrada               | La Campana            | Horse racing silks |
| 2015 | City Glam       |      | Osvaldo Alderete        |      | Grand Reward     |      | City Farm      |      | Haras La Quebrada               | La Quebrada           | Horse racing silks |
| 2014 | Kuznetsova      |      | Juan Carlos Noriega     |      | Russian Blue     |      | Es Favorita    |      | Haras La Quebrada               | Los Lapachos          | Horse racing silks |
| 2013 | Evangel Glory   |      | Juan Carlos Noriega     |      | Honour and Glory |      | Eva Fitz       |      | Haras Firmamento                | Alegría               | Horse racing silks |
| 2012 | Megafive        |      | Jorge Ricardo           |      | Slew Gin Fizz    |      | Megaera        |      | Haras Las Cuatro                | Las Cuatro            | Horse racing silks |
| 2011 | French Cup      |      | Adrián Giannetti        |      | Bernstein        |      | Fruit Cup      |      | Haras Santa María de Araras     | El Gusy               | Horse racing silks |
| 2010 | Sembrá Fe       |      | Andrea Marinhas         |      | Manipulator      |      | Siembra Pasión |      | Haras El Tala                   | Arcángel              | Horse racing silks |
| 2009 | Liriope         |      | Pablo Falero            |      | Honour and Glory |      | La Balada      |      | Haras Vacación                  | Vacación              | Horse racing silks |
| 2008 | Qué Felicidad   |      | Pablo Falero            |      | Bernstein        |      | Queen Tango    |      | Haras Santa María de Araras     | Santa María de Araras | Horse racing silks |
| 2007 | Misty Lady      |      | José Ricardo Méndez     |      | Lucky Roberto    |      | Miss Milagros  |      | Andrés Cordero                  | Haras San Andrés      | Horse racing silks |
| 2006 | Solarana        |      | Jacinto Herrera         |      | Mutakddim        |      | Sorpresiva     |      | Haras La Quebrada               | La Quebrada           | Horse racing silks |
| 2005 | Last Dance      |      | Luis Marcelino Méndez   |      | Salt Lake        |      | Thrill Dancer  |      | José Ignacio Hurtado Vicuña     | Los Mayas             | Horse racing silks |
| 2004 | Juanita Nain    |      | Andrea Marinhas         |      | Neptunón         |      | Juana Nain     |      | Haras Los Nine                  | Los Nine              | Horse racing silks |
| 2003 | Forty Miau      |      | Jorge Valdivieso        |      | Roar             |      | Ma Gatte       |      | Haras La Biznaga                | La Biznaga            | Horse racing silks |
| 2002 | Symbolic        |      | Juan José Paulé         |      | Mutakddim        |      | Sweet Sylvia   |      | Haras La Quebrada               | La Quebrada           | Horse racing silks |
| 2001 | Star Quality    |      | Pablo Falero            |      | Southern Halo    |      | Star Trek      |      | Haras La Quebrada               | La Quebrada           | Horse racing silks |
| 2000 | Petite West     |      | Francisco Arreguy       |      | Westbridge       |      | Petit Mot      |      | José Campagna y Antonio Perrone | Las Telas             | Horse racing silks |
| 1999 | Tap             |      | Jorge Valdivieso        |      | Mari's Book      |      | Taroz          |      | Haras Santa María de Araras     | Santa María de Araras | Horse racing silks |
| 1998 | Bouclette Champ |      | Edgardo Gramática       |      | Ski Champ        |      | Coiffeuse      |      | Haras Firmamento                | Firmamento            | Horse racing silks |
| 1997 | Tough Golda     |      | Pablo Falero            |      | Tough Critic     |      | Crown Golda    |      | Haras Ojo de Agua               | Vacación              | Horse racing silks |
| 1996 | Astrológica     |      | Francisco Arreguy       |      | Senor Pete       |      | Astoria        |      | Haras La Quebrada               | Las Telas             | Horse racing silks |
| 1995 | Quebramar       |      | Héctor Calvente         |      | Compatible       |      | Cris Flame     |      | Haras El Alfalfar               | Humberto M.           | Horse racing silks |
| 1994 | La Quipá        |      | Jorge Caro Araya        |      | Southern Halo    |      | Fina Estampa   |      | Haras San Pablo                 | San Pablo             | Horse racing silks |